# Дорожні умови
Доро́жні умо́ви — це сукупність факторів, що характеризують (з урахуванням пори року, періоду доби, атмосферних явищ, освітленості дороги) видимість у напрямку руху, стан поверхні проїзної частини (чистота, рівність, шорсткість, зчеплення), а також її ширину, величину похилів на спусках і підйомах, віражів і заокруглень, наявність тротуарів або узбіч, засобів організації дорожнього руху та їх стан.
За ДСТУ 2935-94: Дорожні умови — сукупність транспортно-експлуатаційних та ергономічних характеристик дороги, її обладнання, технічних засобів регулювання дорожнього руху та інших факторів, які впливають на експлуатаційні властивості, режим та безпеку руху.